# Long Beach Museum of Art
El Museu d'Art de Long Beach, oficialment i en anglès Long Beach Museum of Art, és un museu situat a l'Ocean Boulevard del barri de Park Bluff de Long Beach, a Califòrnia. El museu ocupa la històrica casa de 1912 d'Elizabeth Milbank Anderson, atribuïda a l'arquitecte Charles Alonzo Rich i un nou pavelló de dos pisos.
Entre els elements destacats de la col·lecció permanent es troben objectes d'arts decoratives Estatunidenques, art de principis del segle XX europeu, obres del període modernista de Califòrnia i art contemporani de Califòrnia.
El museu també té una cafeteria amb vistes al mar amb taules a l'aire lliure. És membre del programa North American Reciprocal Museums.